# Batalha das Linhas de Elvas

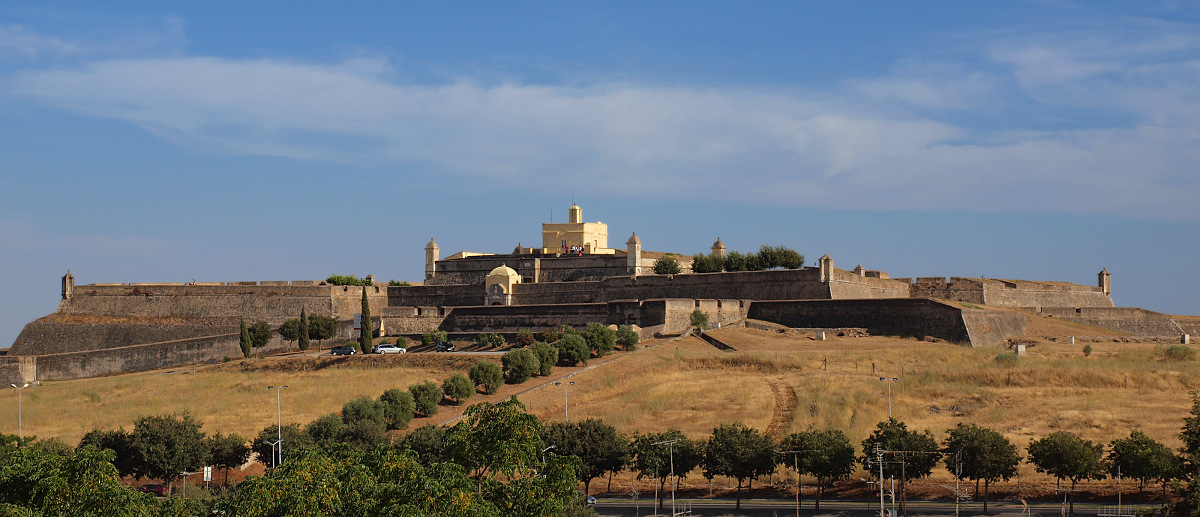
Forte de Santa Luzia

A Batalha das Linhas de Elvas, foi travada em 14 de janeiro de 1659, em Elvas, entre portugueses e espanhóis.

## História
Em 1659, o exército espanhol, comandado por D. Luís de Haro, acampava na fronteira do Caia, com 14 000 homens de infantaria, 5 000 de cavalaria, 19 canhões (na verdade apenas 18 entraram em batalha, pois um perdeu uma roda no meio do caminho) e 3 morteiros (155 mm.) de artilharia. Alguns dias decorreram em preparativos quer no lado espanhol para o cerco de Elvas, quer por parte dos portugueses para defenderem a cidade. D. Luís de Haro distribuiu as suas tropas ao longo de entrincheiramentos cercando a praça, dando ordem para que fosse exercida apertada vigilância a fim de impedir que Elvas recebesse mantimentos ou qualquer outra espécie de auxílio vindo do exterior, de tal modo que só a chegada de um verdadeiro Exército poderia evitar mais cedo ou mais tarde, a capitulação da praça. A rainha D. Luísa resolveu chamar D. António Luís de Meneses, conde de Cantanhede, para lhe entregar o comando geral das tropas portuguesas no Alentejo, e transferir para o mesmo teatro de operações D. Sancho Manuel, que foi assumir as funções de Mestre-de-campo-general. As tropas espanholas instaladas nas duas colinas mais próximas começaram a bombardear a praça de Elvas, causando pânico e grandes baixas na população. Mas o maior perigo era a peste que causava cerca de 300 mortes por dia.
Mediante tal situação, o conde de Cantanhede, D. António Luís de Meneses reuniu em Estremoz um exército a fim de socorrer aquela praça do cerco espanhol. Apesar de grandes dificuldades, que o obrigaram a organizar recrutamentos em Viseu e na ilha da Madeira, e reunir as guarnições de Borba, Juromenha, Campo Maior, Vila Viçosa, Monforte e Arronches, o conde de Cantanhede conseguiu formar um exército de oito mil infantes, dois mil e novecentos cavaleiros guarnecidos por sete canhões. Tendo ficado acordado, entre o conde de Cantanhede e D. Sancho Manuel, que o ataque às linhas de Elvas se faria pelo sítio conhecido por Murtais, o exército português saiu de Estremoz e marchou sobre a praça cercada.

Os brigantinos ocuparam as colinas da Assomada, de onde se avistava a cidade de Elvas e as linhas inimigas, estas num majestoso arraial. No dia 14 de janeiro, cerca das oito e quinze da manhã, os portugueses desencadearam o ataque como estava previsto pelo sítio dos Murtais. Manteve-se indecisa a vitória durante algum tempo, pois ao ataque respondiam os espanhóis com vigorosa defesa, mas a certa altura as tropas do conde de Cantanhede conseguiram romper irremediavelmente as linhas de trincheiras dos espanhóis, que começaram por ceder terreno e não tardaram a debandar.

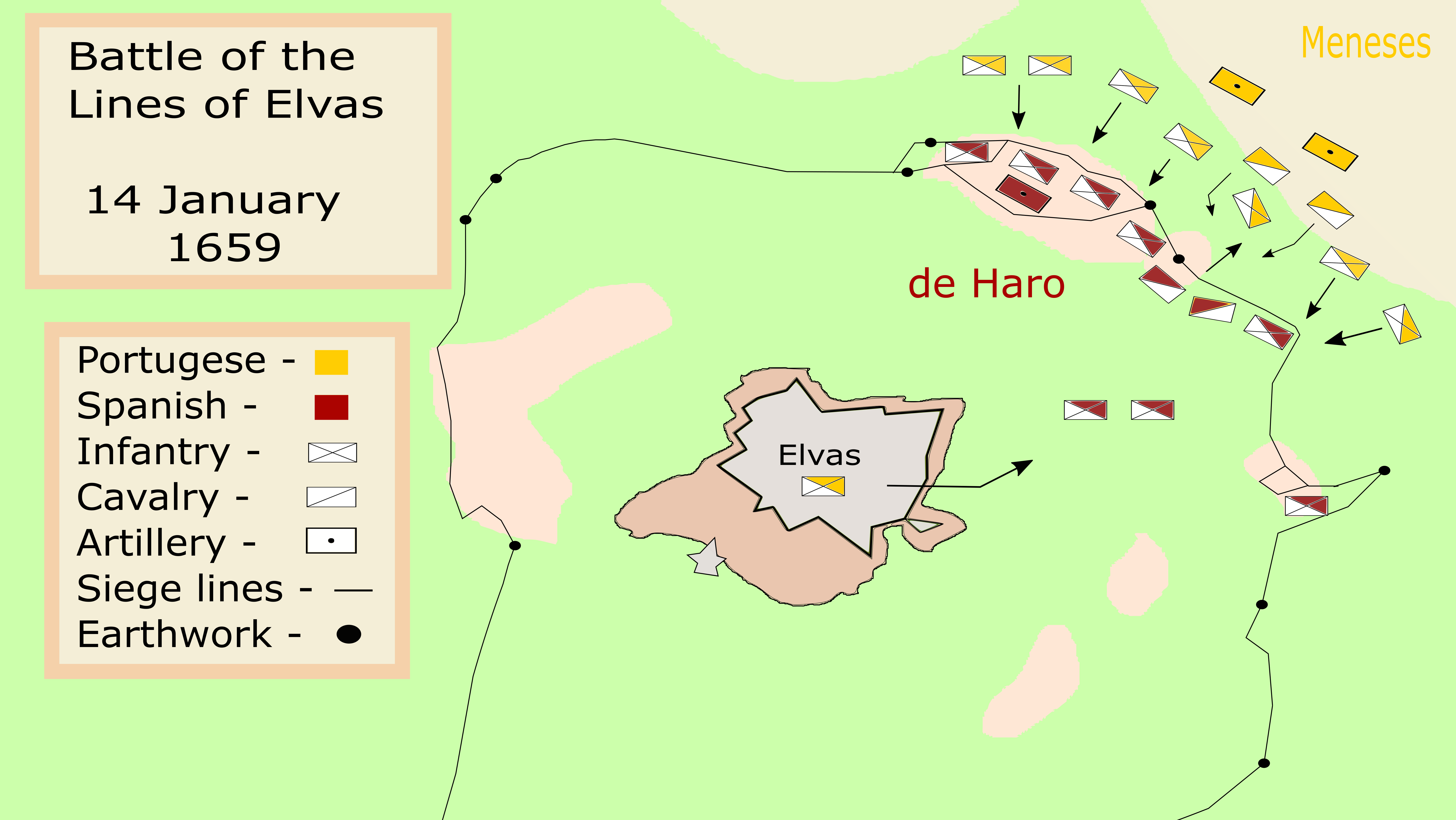
Diagrama da batalha

Embora os espanhóis estivessem ocupando redutos e linhas entrincheiradas de circunvalação, a tropa estava dispersa ao longo de vários quilómetros ao redor da praça de Elvas. Além disso, os espanhóis, mesmo com a chegada do exército português, não acreditaram que este os atacaria. Assim, D. Luís de Haro não ordenou imediatamente uma concentração de suas forças nos Murtais. Tudo isso contribuiu para que a resistência inicial dos defensores fosse pouco eficiente.
As perdas sofridas pelas tropas filipinas nas linhas de Elvas foram enormes. Dos dezanove mil homens comandados por D. Luís de Haro, apenas cerca de cinco mil infantes e trezentos cavaleiros (sem contar com as mortes por infecção ou doença) conseguiram alcançar Badajoz.
Nesta batalha distinguiu-se o conde de Cantanhede, que recebeu, entre outras mercês, o título de marquês de Marialva, por carta de lei de 11 de junho de 1661.

## Imagens do padrão comemorativo

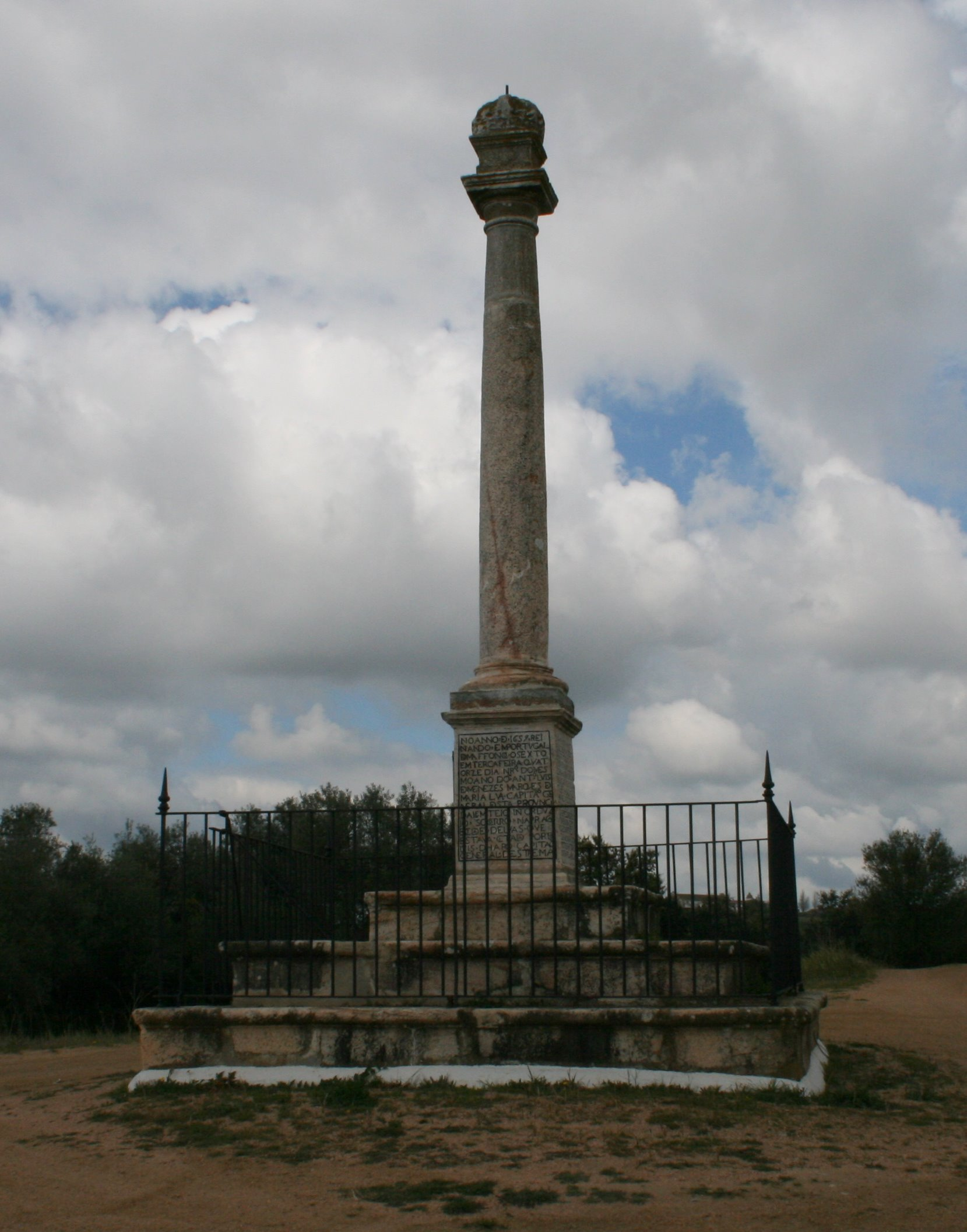
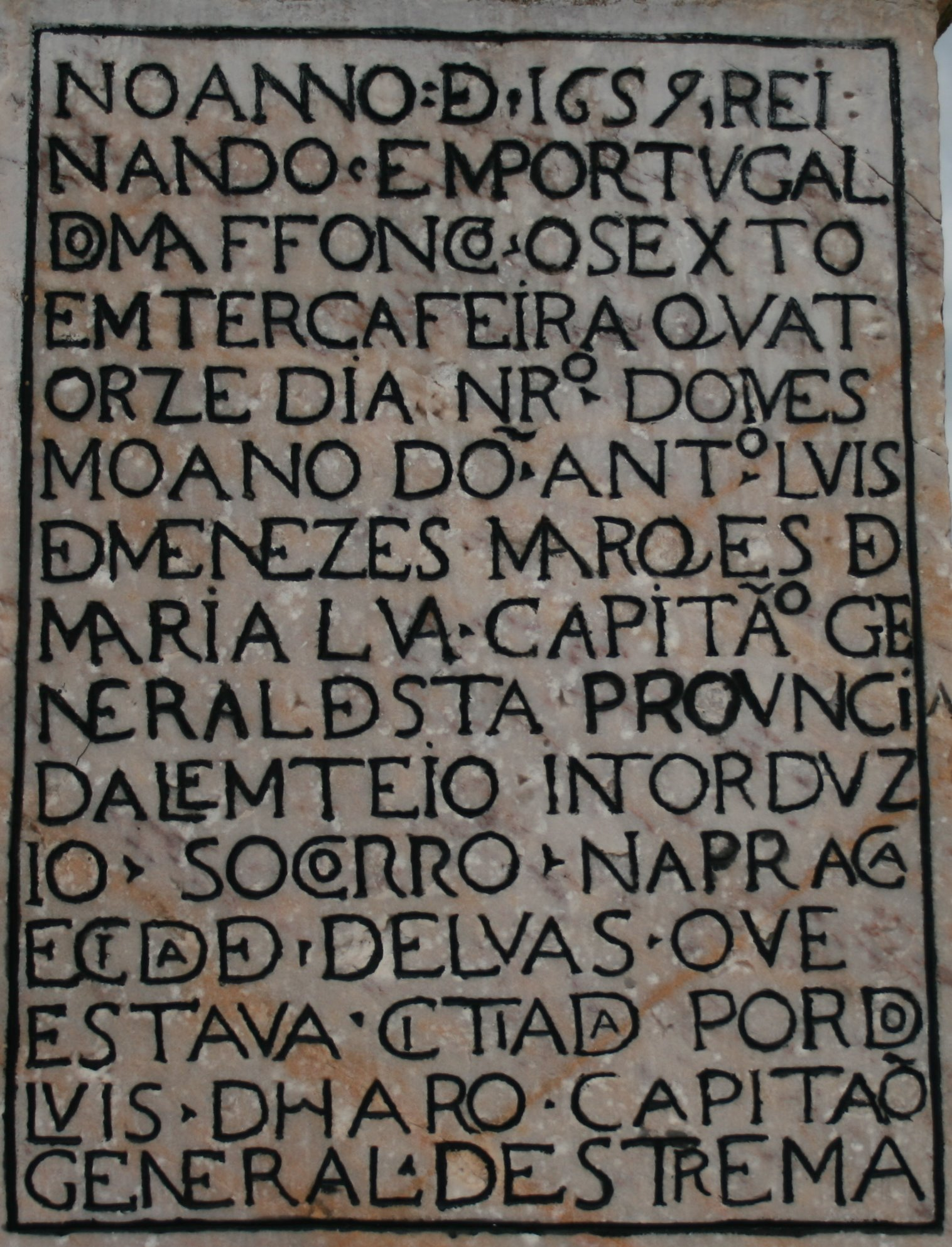
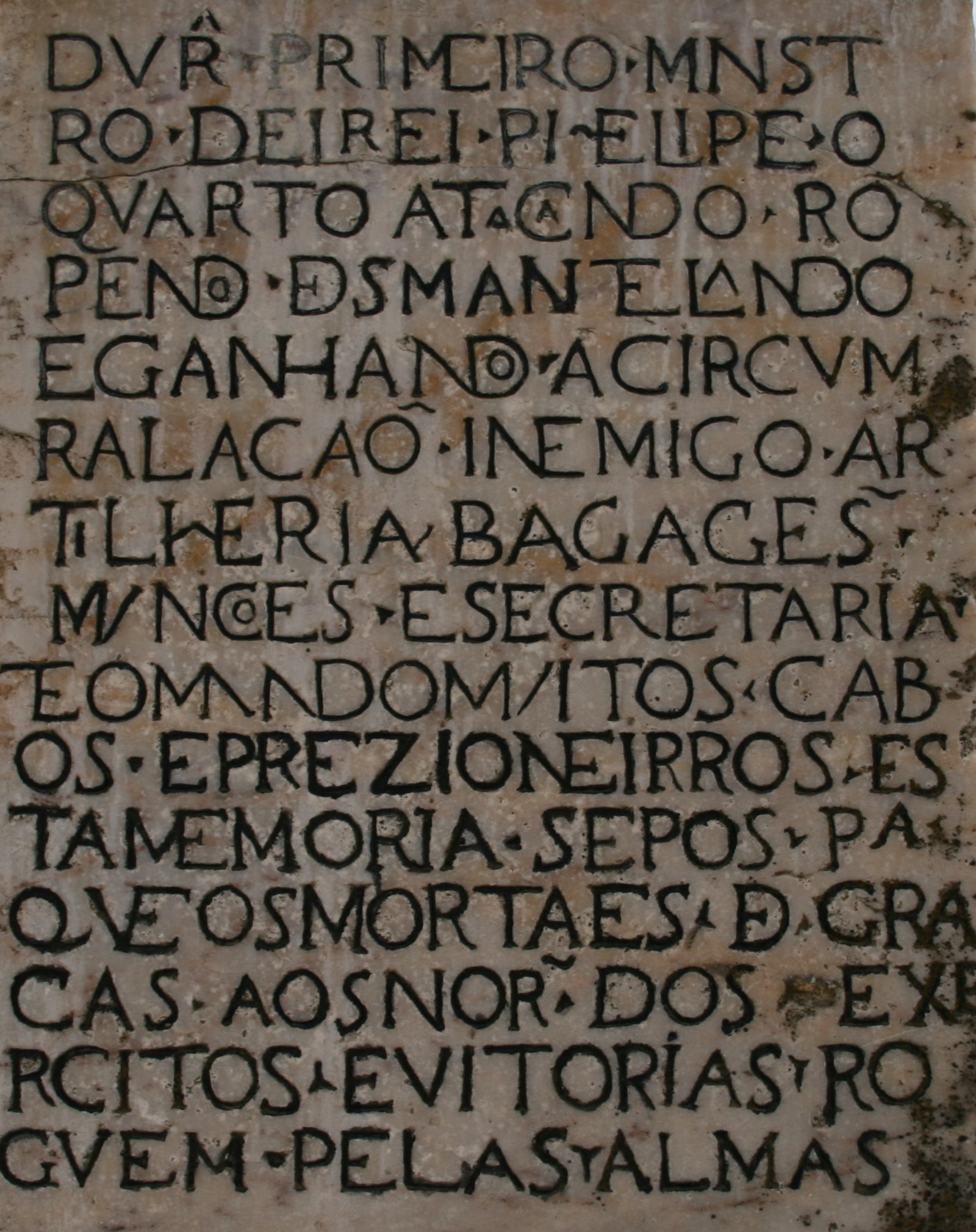
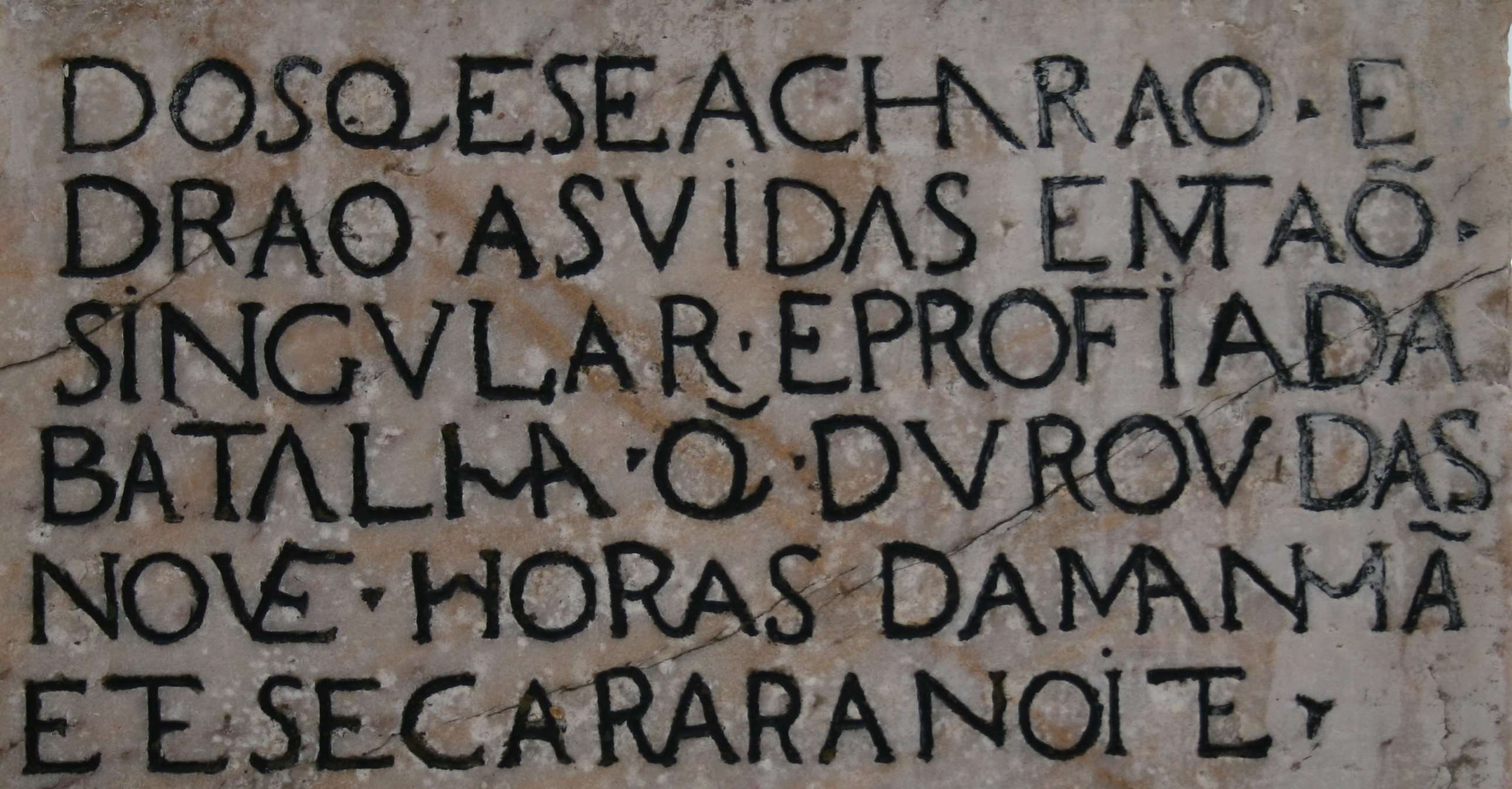

## A Batalha das Linhas de Elvas na literatura
- “A Casa Ancestral de L.”, de José Gonçalves Gomes – Eucleia Editora, 2011